# Il cannocchiale d'ambra
Il cannocchiale d'ambra (The Amber Spyglass) è un romanzo fantastico del 2000  di Philip Pullman, seguito de La lama sottile e terzo volume della trilogia Queste oscure materie.
Oltre a molti personaggi già presenti nei primi due libri, Il cannocchiale d'ambra ne introduce molti nuovi, come i mulefa, misteriose creature capaci di vedere la Polvere; i Gallivespiani, spie al servizio di Lord Asriel; Baruch e Balthamos, gli angeli guida di Will Parry; Metatron, l'angelo fiero e potente che ha preso il comando del Cielo al posto del Signore.

## Trama
Lyra Belacqua viene tenuta addormentata in una grotta dalla madre Marisa Coulter, per proteggerla dal Magisterum, che, conoscendo il ruolo cruciale della ragazzina per il destino dell'umanità, ingaggia Padre Gomez perché la trovi e la uccida. Mary Malone, la scienziata, segue intanto l'ordine datole dalle Ombre, che è quello di lasciare il suo mondo; attraverso una finestra, quindi, anche Mary inizia a viaggiare per i vari mondi, e conosce i mulefa. Mary resta con loro e costruisce quindi il cannocchiale d'ambra del titolo, uno strumento con cui è possibile osservare le particelle di Polvere.
Dal canto suo, Lord Asriel manda due spie alla ricerca di Lyra; sono il Cavalier Tialys e Lady Salmakia, due piccoli Gallivespiani, ovvero esseri umani in miniatura, che cavalcano due libellule come fossero destrieri e che sono dotati di speroni che possono espellere un veleno mortale. All'inizio sembrano nemici agli occhi di Will Parry, che con l'orso Iorek Byrnison sta cercando Lyra. In seguito, però, si rivelano amici. Finalmente trovano Lyra e la liberano dall'incantesimo che la teneva addormentata e da Mrs. Coulter, che viene condotta da Lord Asriel. Dopo il suo risveglio Lyra, che ha parlato in sogno con il suo vecchio amico Roger, decide di andare nel mondo dei morti, per rivedere il suo vecchio amico. Con Will e le spie, ma senza Pantalaimon, intraprende quindi questo pericoloso viaggio. Il daimon non può infatti restare con lei: con immenso dolore si dovrà separare da lei, ritrovandola poi molto più tardi. Lo stesso deve fare Will col suo daimon interiore che poi assumerà forma di un gatto. Nell'aldilà i due ragazzini incontrano, oltre a Roger, il padre di Will, e liberano tutti i morti dall'oltretomba aprendo un portale verso il mondo dei mulefa in modo che le anime dei defunti possano finalmente abbandonare l'aldilà per scomparire nell'atmosfera, svanendo per sempre, ma mescolandosi a ogni cosa, finalmente liberi: alcune di esse decidono però di seguire Will e Lyra per proteggerli.
Lord Asriel, intanto, intraprende la battaglia a cui si sta preparando da molto tempo: la ribellione contro Metatron, che ha preso il comando del regno dei cieli, al posto di un Dio stanco e fragile. Questa grandiosa battaglia, con cui Asriel vuole eliminare la Magisterium, si conclude con la fine del regno di Metatron, ingannato dalla spregiudicata Mrs. Coulter, che si ricongiunge a Lord Asriel, in nome dell'amore per la loro figlia. Metatron viene ucciso, ma anche i due amanti in battaglia perdono la vita insieme. Arriva infine il momento in cui la profezia su Lyra deve esplicarsi. Lyra e Will ritrovano Mary Malone che, ignara di ciò che il suo gesto comporterà, racconta a Lyra e Will la sua storia: era una suora che, innamoratasi di un uomo, ha deciso di abbandonare la religione. È la verità di questa semplice storia che fa aprire gli occhi a Lyra e le fa comprendere il suo amore per Will, ovviamente corrisposto. Padre Gomez non riesce a evitare tutto questo, uccidendo Lyra come gli è stato ordinato, perché viene a sua volta ucciso da Balthamos.
Ma il destino dei due ragazzi non può essere la felicità. Non potranno mai vivere nello stesso mondo, perché i daimon non possono stare troppo a lungo in un mondo che non è il loro. I due ragazzi vengono a sapere che, ogni volta che una finestra viene aperta, moltissima Polvere va dispersa e viene creato uno spettro. Tutte le finestre aperte nei vari mondi andranno quindi chiuse, eccetto, decidono, quella del mondo dei morti. In cambio di questa apertura promettono di impegnarsi durante la loro vita a insegnare e a far migliorare le persone, processo che crea consapevolezza e quindi polvere: Will dovrà infine distruggere il coltello. Perciò per Lyra e Will non sarà possibile rivedersi mai più. I due, che hanno appena scoperto i loro sentimenti, sono destinati a separarsi per sempre, e si lasciano con un bacio. Will torna a Oxford con Mary Malone, che promette di aiutarlo a curare sua madre. Lyra torna al Jordan College: incontrerà la preside di un college femminile, che le insegnerà a leggere l'aletiometro, facoltà che ha perso alla fine delle sue avventure.

## Traduzione
Nella prima edizione del libro è presente un errore di traduzione: l'originale trunk, particolare anatomico dei Mulefa, è stato tradotto in busto: in realtà si tratta di proboscide.

## Edizioni
- Philip Pullman, Il cannocchiale d'ambra, traduzione di Francesco Bruno, Salani, 2000,  p. 451, ISBN 88-8451-329-4.